# Ileostomi

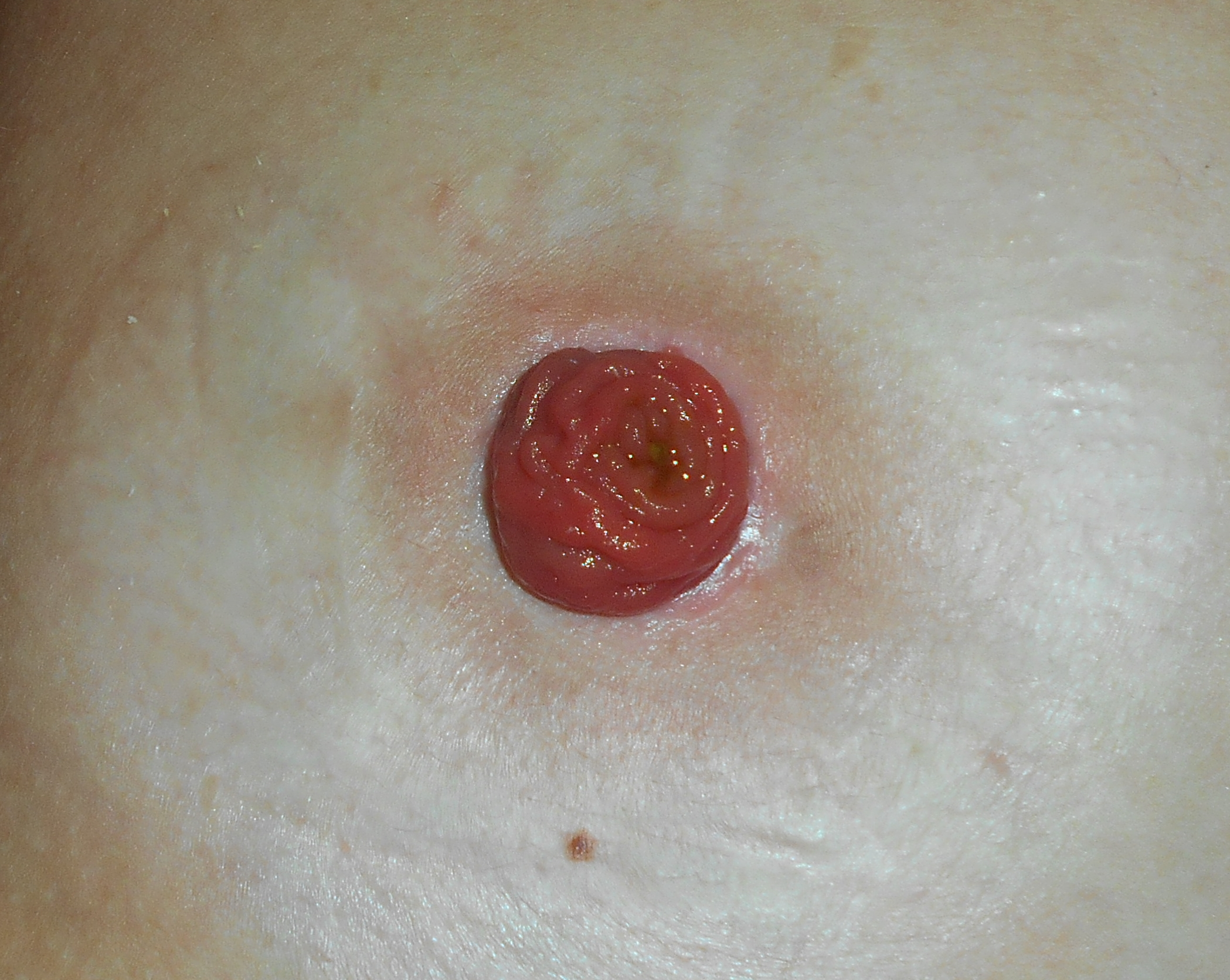
Ileostomi

Ileostomi är en stomi av tunntarmen. Vanligast är att man separerar tunntarmen (ileum) från tjocktarmen (colon/kolon).
Man kan lägga stomin både på höger och vänster sida av buken men vanligast är att man lägger stomin på höger sida. Stomin har inga nerver och har därmed ingen känsel vid beröring. Längden är ca 1,5 – 2,5 cm. Det finns olika skäl för att man får en ileostomi. Det kan vara inflammatoriska tarmsjukdomar, tumörsjukdomar eller som avlastning av en anastomos i tjocktarmen är de vanligaste orsakerna till en ileostomioperation, såsom ulcerös colit, Crohns sjukdom, tjocktarmscancer eller att tjocktarmen har blivit perforerad.
Loopileostomi är en variant av ileostomi. Den skapas av att man lyfter ut en tunntarmsslynga (loop). Detta innebär att det finns två öppningar på buken. Från den ena öppningen kommer det avföring, medan den andra leder till den vilande tarmdelen. Denna typ av stomi används som en tillfällig åtgärd vid speciell tarmkirurgi, till exempel vid uppbyggnad av en bäckenreservoar. Oftast läggs denna typ av stomi ned efter 3–6 månader.